# انجی ترنر کینگ
انجی لنا ترنر کینگ (انگلیسی: Angie Turner King; ۹ دسامبر ۱۹۰۵ – ۲۸ فوریهٔ ۲۰۰۴) شیمی‌دان، ریاضیدان و آموزگار آمریکایی بود. کینگ مدرس شیمی و ریاضیات در دبیرستان ایالتی ویرجینیای غربی و استاد شیمی و ریاضیات در کالج ایالتی ویرجینیای غربی (که امروزه با نام دانشگاه ایالتی ویرجینیای غربی شناخته می‌شود) در اینستیتیوت، ویرجینیای غربی بود.
او در جامعه جداسازی نژادی و معدن‌کاری زغال‌سنگ در الکهورن، ویرجینیای غربی در شهرستان مک‌داول، ویرجینیای غربی در سال ۱۹۰۵ متولد شد. او پس از درگذشت مادرش در هشت‌سالگی، دوران کودکی سختی را پشت سر گذاشت. کینگ در سن ۱۴ سالگی در سال ۱۹۱۹ از دبیرستان آزمایشگاهی موسسه رنگ ویرجینیای غربی فارغ‌التحصیل شد و در دانشگاه ایالتی بلوفیلد (که امروزه با نام کالج ایالتی بلوفیلد شناخته می‌شود) تحصیل کرد. سپس به کالج ایالتی ویرجینیای غربی (که آن زمان با نام مؤسسه کالجی ویرجینیای غربی شناخته می‌شد) منتقل شد. او در سال ۱۹۲۷ با رتبه cum laude در رشته شیمی و ریاضیات مدرک کارشناسی خود را دریافت کرد. کینگ حرفه آموزشی خود را در دبیرستان ایالتی ویرجینیای غربی آغاز کرد که یک دبیرستان آزمایشگاهی وابسته به این کالج بود. او در تابستان‌ها به تحصیلات تکمیلی در دانشگاه کرنل پرداخت و در سال ۱۹۳۱ مدرک کارشناسی ارشد خود را در شیمی‌فیزیک دریافت کرد.
پس از هشت سال تدریس در دبیرستان، کینگ به عنوان دانشیار در کالج ایالتی ویرجینیای غربی مشغول به کار شد و آزمایشگاه آن را برای بهبود کیفیت پژوهش‌های علمی دانشجویانش تجهیز کرد. پس از آغاز جنگ جهانی دوم، او به سربازان در واحد برنامه آموزشی تخصصی ارتش (ASTP) در کالج ایالتی ویرجینیای غربی شیمی آموزش داد. کینگ سپس در دانشگاه پیتسبرگ به ادامه تحصیل پرداخت و در سال ۱۹۵۵ دکترای فلسفه در آموزش عمومی دریافت کرد. او چندین دانشجوی برجسته از جمله حشره‌شناس و فعال مارگارت استریکلند کالینز، ریاضیدان کاترین جانسون و جاسپر براون جفریس از پروژه منهتن را راهنمایی کرد. او ریاست بخش منابع طبیعی و ریاضیات کالج ایالتی ویرجینیای غربی را بر عهده داشت و در سال ۱۹۸۰ بازنشسته شد. پس از بازنشستگی، همچنان در محوطه دانشگاه زندگی می‌کرد و در سال ۱۹۹۲ دانشگاه مدرک افتخاری دکترای حقوق را به او اعطا کرد.

## اوایل زندگی و تحصیلات
انجی لنا ترنر کینگ (نام پیش از ازدواج: ترنر) در جامعه جداسازی نژادی و معدن‌کاری زغال‌سنگ در الکهورن، ویرجینیای غربی در شهرستان مک‌داول، ویرجینیای غربی در ۹ دسامبر ۱۹۰۵ متولد شد. والدین او ویلیام ترنر و همسرش لورا کینگ ترنر از ویرجینیا بودند. او دو خواهر و برادر به نام‌های سیلویا و اروینگ داشت. کینگ در شرایط سختی بزرگ شد؛ مادرش زمانی که او هشت ساله بود درگذشت و او به نزد مادربزرگ مادری‌اش که پوست روشنی داشت فرستاده شد، کسی که او را با اصطلاحی تحقیرآمیز مورد خطاب قرار می‌داد. در نهایت، او با پدرش زندگی کرد، که بی‌سواد بود اما او را به موفقیت در تحصیل تشویق می‌کرد. پدرش در ۸ نوامبر ۱۹۲۷، زمانی که توسط یک واگن معدن زیر گرفته شد، جان خود را از دست داد.

## حرفه
کینگ حرفه آموزشی خود را به عنوان مدرس شیمی و ریاضیات در دبیرستان ایالتی ویرجینیای غربی آغاز کرد. در تابستان‌ها، او در دانشگاه کرنل تحصیلات خود را ادامه داد و هزینه تحصیلش را شخصاً پرداخت کرد. پایان‌نامه او در کرنل با عنوان «تفاعل بین محلول‌های اسید تانیک و اکسید آهن هیدراته» بود. او در سال ۱۹۳۱ مدرک کارشناسی ارشد خود را در شیمی‌فیزیک دریافت کرد.
پس از آغاز جنگ جهانی دوم، دانشگاه ایالتی ویرجینیای غربی در سال‌های ۱۹۴۳ و ۱۹۴۴ واحدی از برنامه آموزش تخصصی ارتش (ASTP) دریافت کرد. کینگ، یکی از مدرسان دانشگاه ایالتی ویرجینیای غربی برای سربازان ASTP، شیمی تدریس می‌کرد. این برنامه در پاسخ به نگرانی از کمبود فارغ‌التحصیلان دانشگاهی که به عنوان افسران نظامی پس از جنگ مورد نیاز بودند، ایجاد شد. دانشگاه ایالتی ویرجینیای غربی یکی از شش دانشگاه تاریخی سیاه‌پوستان بود که واحد ASTP دریافت کرد.
کینگ در اوایل دهه ۱۹۵۰ در دانشگاه پیتسبرگ تحصیل کرد و در سال ۱۹۵۵ دکترای فلسفه در آموزش عمومی دریافت کرد. پایان‌نامه دکترای او با عنوان "تحلیلی از کتاب‌های درسی اولیه جبر مورد استفاده در مدارس متوسطه آمریکا قبل از سال ۱۹۰۰" بود. پایان‌نامه کارشناسی ارشد و رساله دکتری کینگ تنها تحقیقات منتشر شده او بودند.
در دوران تدریس در دبیرستان و دانشگاه ایالتی ویرجینیای غربی، کینگ مربی حشره‌شناسی و فعال مارگارت استریکلند کالینز، ریاضی‌دان کاترین جانسون (یکی از شخصیت‌های کتاب ارقام پنهان)، و جاسپر براون جفریز از پروژه منهتن بود. در کتابچه سالگرد دبیرستان ایالتی ویرجینیای غربی، ۲۷ دانش‌آموز سابق کینگ را به عنوان معلم محبوب خود انتخاب کردند و حداقل ۲۰ نفر از آن‌ها تحصیلات تکمیلی را به پایان رساندند. کاترین جانسون از او به عنوان یک تأثیرگذار در دبیرستان و دانشگاه یاد کرد و او را «معلمی فوق‌العاده—باهوش، دلسوز و بسیار دقیق» توصیف کرد. کینگ در دبیرستان به جانسون هندسه و در دانشگاه ریاضیات تدریس کرد و همچنان او را در مطالعات ریاضی تشویق می‌کرد.

## سال‌های پایانی و درگذشت
تا سال ۱۹۶۹، کینگ ریاست بخش منابع طبیعی و ریاضیات دانشگاه ایالتی ویرجینیای غربی را بر عهده داشت. در دهه ۱۹۷۰، او به آفریقا سفر کرد تا از مأموریت‌های کلیسای پرسبیترین ایالات متحده بازدید کند و اطلاعاتی دربارهٔ وضعیت زنان در زئیر، کنیا و اتیوپی کسب کند. او در سال ۱۹۷۴ سخنرانی‌ای با عنوان «وضعیت زنان در شرق آفریقا» را در شعبه لویسبورگ، ویرجینیای غربی انجمن آمریکایی زنان دانشگاهی ارائه کرد. کینگ ریاست کمیسیون فرماندار ویرجینیای غربی در امور زنان را بر عهده داشت. او در کنفرانسی دربارهٔ زنان کوهستانی آپالاچی در کالج موریس هاروی در سال ۱۹۷۵ به همراه گلوریا استاینم سخنرانی کرد. کینگ در سال ۱۹۸۰ از دانشگاه ایالتی ویرجینیای غربی بازنشسته شد و پس از بازنشستگی همچنان در محوطه دانشگاه زندگی می‌کرد.  در سال ۱۹۹۲، مدرک افتخاری دکترای حقوق را به او اعطا کرد. او در ۲۸ فوریه ۲۰۰۴ در اینستیتوت، ویرجینیای غربی درگذشت.